# Finelco
Finelco è stato un gruppo editoriale italiano guidato da Alberto Hazan, cui faceva riferimento la talk radio nazionale MC Sport Network.
Oggi, tutte le emittenti del gruppo appartengono all'azienda RadioMediaset.

## Storia
Con la Legge 103 del 1975 era caduto il monopolio della RAI, l'ente radiotelevisivo di Stato. A questa era seguita una serie di sentenze, culminate nel pronunciamento della Corte Costituzionale del 28 luglio 1976, per consentire alle emittenti radiofoniche la possibilità di trasmettere in ambito locale.
Il 16 febbraio 1976, è la data di inizio delle trasmissioni di Radio Studio 105, oggi Radio 105, che trasmette da uno scantinato di via Lorenteggio, a Milano. L'emittente si chiama così perché trasmette sulla frequenza milanese 105.5. Alberto Hazan trasferisce gli studi in Galleria del Corso, nel centro di Milano.
Nel novembre del 1978 viene acceso un impianto su Monte Penice: il primo impianto di un'emittente che esce dall'ambito locale a diffusione nazionale. Nel 1983, insieme a Paolo Vigevano di Radio Radicale, Alberto Hazan fonda «Reti Nazionali Associate» (RNA), la prima associazione di Radio Nazionali Private.
Negli anni ottanta l'emittente di Hazan finisce al centro di una lunga battaglia legale. La sentenza definitiva, pronunciata dalla Corte di Cassazione il 14 luglio 1988, apre le porte del mercato italiano alle emittenti commerciali e private. Nel 1988, anno zero della radiodiffusione commerciale italiana esistono, oltre ai canali pubblici, solo altre tre radio nazionali, e sono tutte del gruppo Hazan: Radio 105, Radio Monte Carlo (acquisita nel 1987) e Radio 105 Classics. Tutte le altre stazioni trasmettono sostanzialmente su base locale.
Tra il 1998 e il 2000 nascono i siti internet di Radio 105, Radio Monte Carlo e Radio 105 Classics. Nel 2001 a questi siti si è aggiunto il portale musicale Unitedmusic.it. Oggi, sotto il dominio Unitedradio.it, si trovano le 40 web radio del Gruppo.
Nell'aprile 2007 RCS Mediagroup entra nella compagine sociale con una quota di minoranza, circa l’11%.  L'8 giugno dello stesso anno viene annunciata la nascita di una nuova emittente del network radiofonico, Virgin Radio Italia. L'emittente nasce da un accordo siglato a Londra tra il Gruppo Finelco (rappresentato da Alberto Hazan) e Virgin Group (rappresentato dal presidente Richard Branson). Una lettera d'intenti era già stata scambiata fra i due gruppi nel dicembre 2006.
Nell'ottobre del 2009 il Gruppo Finelco fonda Sing Sing Television.
Il 26 novembre 2010 nasce Virgin Radio Television. Per un anno e mezzo l'emittente, diretta da Katamashi, è stata visibile sul digitale terrestre. Oggi è una web tv disponibile in streaming sul sito internet.
Nel 2016 Mediaset fa il suo ingresso in Finelco rilevando il 19% di RB1 S.p.A., azionista con i soci fondatori del 92,8% di Finelco.
Il 1º luglio 2016 Mediaset annuncia che ha acquisito il 72,12% del capitale sociale di RB1 S.p.A. e fa nascere il polo RadioMediaset comprendente le radio Virgin Radio Italia e Radio 105 del Gruppo Finelco assieme a R101 già di sua proprietà e avviando una partnership con Radio Monte Carlo.
Il 28 gennaio 2018 fonda MC Sport Network, in collaborazione con Triboo e TuttoMercatoWeb.com, emittente dedicata prevalentemente al calcio ricevibile in alcune grandi città italiane sulle ex frequenze di MC 2.
Il 5 settembre 2018 RadioMediaset  acquisisce il controllo del 100% della società RMC Italia, controllante di Radio Monte Carlo.

## Galleria d'immagini

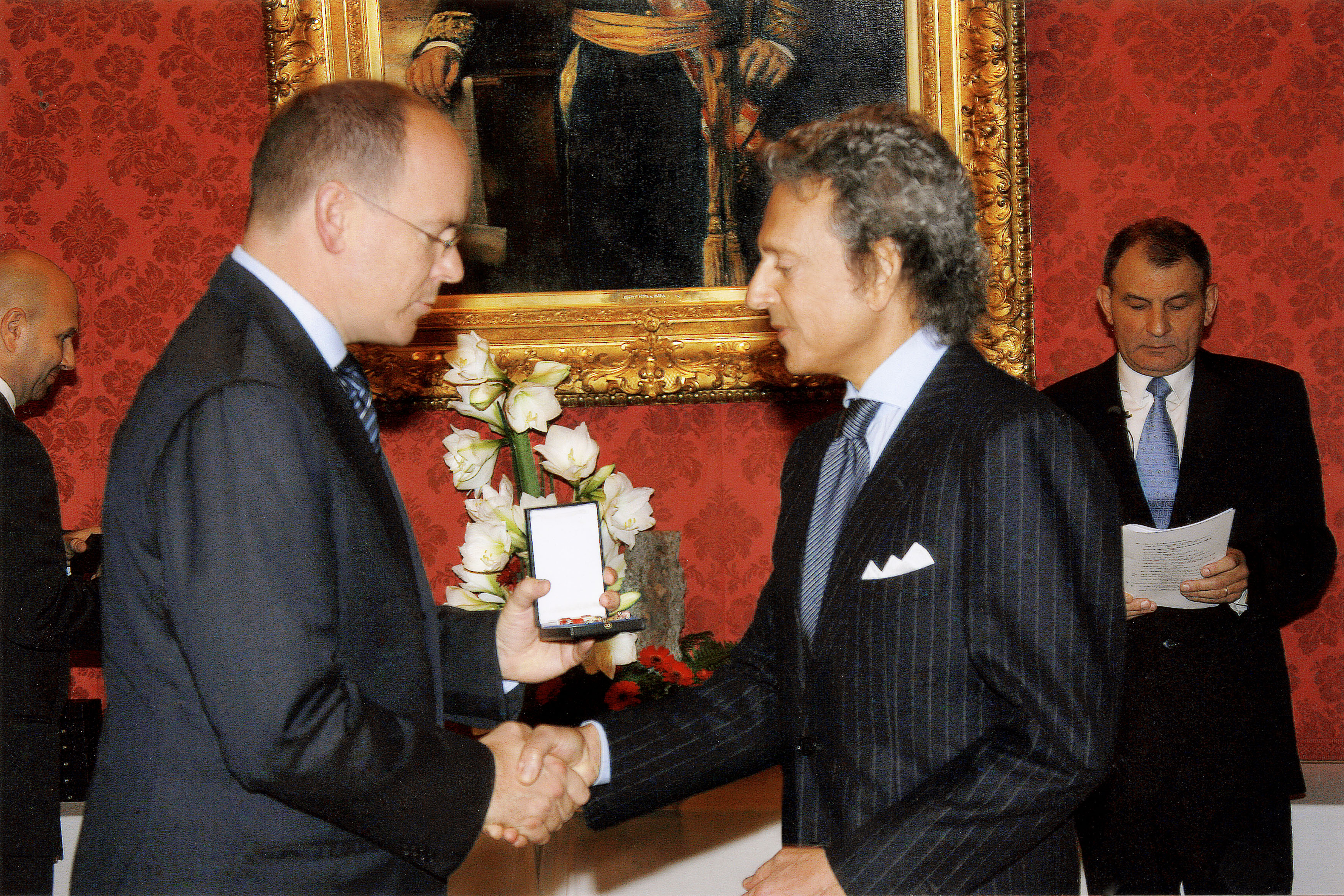
Il Principe Alberto II di Monaco e Alberto Hazan.
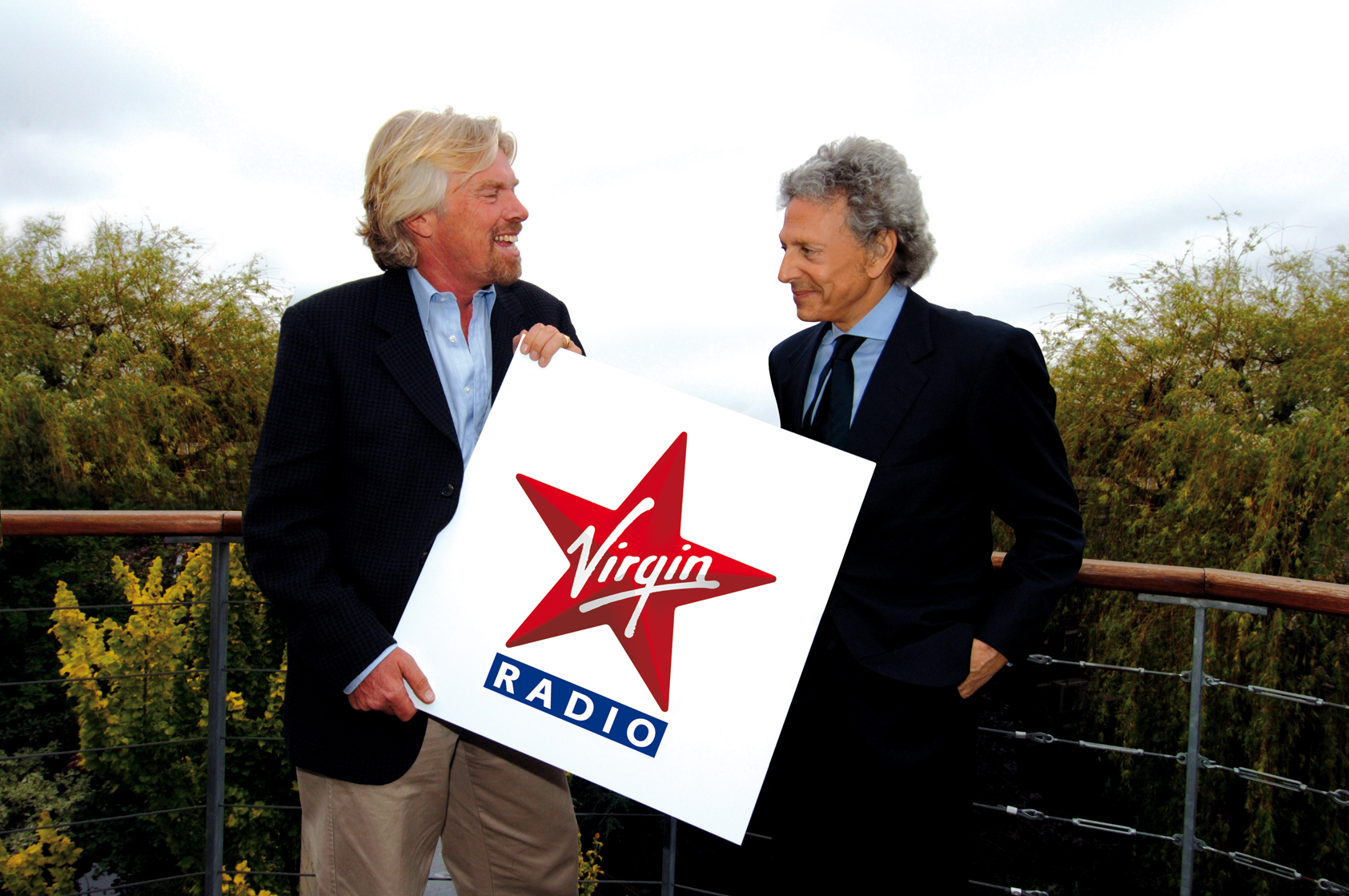
Richard Branson e Alberto Hazan.